# Campionato mondiale di hockey su ghiaccio maschile 2016
L'80º Campionato mondiale di hockey su ghiaccio è stato assegnato dall'International Ice Hockey Federation alla Russia, che lo ha ospitato nelle città di Mosca e San Pietroburgo nel periodo tra il 6 e il 22 maggio 2016. Questa è la terza volta che la Russia ha ospitato la fase finale del torneo dopo le edizioni del 2000 e del 2007, mentre quando esisteva l'Unione Sovietica il campionato mondiale vi si era svolto in quattro occasioni, nel 1957, nel 1973, nel 1979 e nel 1986. Tale data coincide con il 60º anniversario dalla prima competizione ufficiale disputata dall'URSS, la vittoria nel torneo olimpico di Cortina d'Ampezzo 1956.
La nazionale canadese era la detentrice del titolo in virtù del successo conseguito nel 2015 grazie alla vittoria in finale per 6-1 contro la nazionale russa.
Il torneo è stato vinto dal Canada, il quale ha conquistato il suo ventiseiesimo titolo, nonché secondo consecutivo, sconfiggendo in finale la Finlandia per 2-0. Invece la Russia, padrona di casa, ha ottenuto la medaglia di bronzo, sconfiggendo gli Stati Uniti per 7-2.

## Scelta della sede
Per il mondiale del 2016 erano state lanciate tre candidature: la Russia, che già aveva ospitato l'evento per l'ultima volta nel 2007, la Danimarca che non aveva mai ospitato i Mondiali e che li avrebbe organizzati a Copenaghen e a Herning, e infine l'Ucraina, anch'essa alla ricerca del primo mondiale casalingo da tenersi a Kiev. Il 13 maggio 2011 era stata la data nella quale si sarebbe dovuta votare la sede dei mondiali, tuttavia prima del voto sia la Danimarca che l'Ucraina si ritirarono assegnando così automaticamente l'organizzazione dell'evento alla Russia.

## Stadi
- Il VTB Ledovij dvorec di Mosca è un complesso polifunzionale inaugurato nell'aprile del 2015 che ospita al suo interno due diverse arene più un centro allenamenti. Quella più grande nella configurazione per l'hockey su ghiaccio può contenere 12.100 spettatori ed è sede delle gare casalinghe della Dinamo Mosca, formazione della Kontinental Hockey League. Nel corso del torneo vi si sono giocate le partite del Girone A, due quarti di finale, le semifinali e le due finali.[6]
- Lo Jubilejnyj di San Pietroburgo è un impianto polifunzionale inaugurato nel 1967 ma completamente ristrutturato in vista dei mondiali, e ha una capienza massima di 7.300 posti. L'arena era già stata utilizzata in occasione del mondiale del 2000. Nel corso del torneo ha ospitato le partite del Girone B e due quarti di finale.[7]

| VTB Ledovij dvorec    | Jubilejnyj            |
| 55°42′05″N 37°38′41″E | 59°57′01″N 30°17′31″E |
| Capienza: 12.100      | Capienza: 7.300       |
|                       |                       |

## Partecipanti
Al via si presentano sedici squadre, tredici provenienti dall'Europa, due dal Nordamerica e una dall'Asia. Il roster di ciascuna nazionale si compone di almeno 15 elementi fra attaccanti e difensori, oltre a 2 portieri, e al massimo può contare 22 giocatori di movimento con 3 portieri. Tutte e sedici le squadre, attraverso le varie federazioni nazionali, hanno dovuto diramare la lista dei giocatori convocati prima della riunione preliminare della IIHF.
| 13 dall'Europa    | Bielorussia                             | Danimarca   | Finlandia | Francia   |
| 13 dall'Europa    | Germania                                | Lettonia    | Norvegia  | Rep. Ceca |
| 13 dall'Europa    | Russia                                  | Slovacchia  | Svezia    | Svizzera  |
| 13 dall'Europa    | Ungheria (Promossa dalla I divisione)   |             |           |           |
| 2 dal Nordamerica | Canada                                  | Stati Uniti |           |           |
| 1 dall'Asia       | Kazakistan (Promosso dalla I divisione) |             |           |           |

## Copertura televisiva

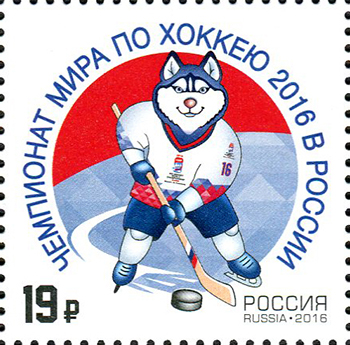
Lajka, la mascotte ufficiale della competizione.

A livello globale l'evento è stato trasmesso in oltre 160 nazioni. Di seguito sono riportate le emittenti televisive delle nazioni partecipanti al campionato mondiale che si sono aggiudicate i diritti a trasmettere le partite dell'avvenimento nel proprio ambito territoriale. Fu aggiunta inoltre la possibilità di vedere lo streaming degli incontri sul sito YouTube.
| Nazione     | Emittente           |
| ----------- | ------------------- |
| Bielorussia | Belarus TV          |
| Canada      | TSN                 |
| Canada      | RDS                 |
| Canada      | CTV                 |
| Rep. Ceca   | Česká televize      |
| Danimarca   | TV 2                |
| Finlandia   | MTV3                |
| Francia     | Sport+              |
| Germania    | Sport1              |
| Kazakistan  | Kazakhstan TV       |
| Lettonia    | LNT                 |
| Norvegia    | SBS Discovery       |
| Russia      | Pervyj kanal        |
| Slovacchia  | RTVS                |
| Svezia      | TV4                 |
| Svizzera    | SRG SSR idée suisse |
| Stati Uniti | NBC Sports Network  |
| Ungheria    | Sport1              |

## Raggruppamenti

Nazioni partecipanti al campionato mondiale.

I gruppi del turno preliminare sono stati stabiliti in base alla Classifica mondiale IIHF stilata al termine del Campionato mondiale di hockey su ghiaccio 2015.
| Gruppo A (Mosca) | Gruppo B (S. Pietroburgo) |
| Russia (2)       | Canada (1)                |
| Svezia (3)       | Finlandia (4)             |
| Rep. Ceca (6)    | Stati Uniti (5)           |
| Svizzera (7)     | Slovacchia (8)            |
| Lettonia (10)    | Bielorussia (9)           |
| Norvegia (11)    | Francia (12)              |
| Danimarca (14)   | Germania (13)             |
| Kazakistan (17)  | Ungheria (19)             |

* Tra parentesi è indicata la posizione nel Ranking IIHF.

## Arbitri
La IIHF ha selezionato 16 arbitri e 16 giudici di linea per il Campionato mondiale di hockey su ghiaccio maschile 2016:
Arbitri
- Tobias Björk
- Stefan Fonselius
- Martin Fraňo
- Péter Gebei
- Roman Gofman
- Brett Iverson
- Antonín Jeřábek
- Jozef Kubuš

Arbitri
- Timothy Mayer
- Linus Öhlund
- Konstantin Olenin
- Daniel Piechaczek
- Aleksi Rantala
- Maksim Sidorenka
- Tobias Wehrli
- Marc Wiegand

Giudici di linea
- Nicolas Chartrand-Piche
- Nicolas Fluri
- Roman Kaderli
- Jon Kilian
- Gleb Lazarev
- Vit Lederer
- Miroslav Lhotský
- Andreas Malmqvist

Giudici di linea
- Fraser McIntyre
- Pasi Nieminen
- Aleksandr Otmachov
- Henrik Pihlblad
- Nikolaj Ponomarjow
- Judson Ritter
- Peter Šefčík
- Sakari Suominen

## Gironi preliminari
Le sedici squadre partecipanti sono state suddivise in due gruppi. Al termine del raggruppamento le prime quattro squadre di ciascun gruppo avanzano ai quarti di finale, mentre l'ultima classificata viene retrocessa in Prima Divisione - Gruppo A.
Il gruppo A si è giocato a Mosca, mentre quello B a San Pietroburgo.

### Gruppo A
| Arbitri: | Stefan Fonselius Maksim Sidorenka |

|                              |           |                |
| Ericsson 02:52 Nyquist 64:06 | Marcatori | 52:29 Sotnieks |

| Arbitri: | Daniel Piechaczek Tobias Wehrli |

|                                             |           |  |
| Kundrátek 14:48 Červenka 20:48 Birner 58:28 | Marcatori |  |

| Arbitri: | Roman Gofman Brett Iverson |

|                                |                |                                |
| Walser 14:56 Hollenstein 52:01 | Marcatori      | 30:57 Savčenko 50:30 Starčenko |
|                                | Shootout 0 – 1 | Dawes                          |

| Arbitri: | Stefan Fonselius Tobias Wehrli |

|  |           |                                          |
|  | Marcatori | 21:06 59:45 Nick. Jensen 34:12 J. Jensen |

| Arbitri: | Jozef Kubuš Aleksi Rantala |

|                                              |                |                                  |
| Bukarts 35:26 Girgensons 48:20 Rēdlihs 57:41 | Marcatori      | 03:33 06:23 Plekanec 59:01 Řepík |
|                                              | Shootout 0 – 1 | Kašpar                           |

| Arbitri: | Jozef Kubuš Maksim Sidorenka |

|                                                        |           |                                                                     |
| Boyd 08:04 Starčenko 09:02 Rymarev 19:46 Semënov 41:00 | Marcatori | 06:43 Dadonov 09:21 48:38 Ljubimov 11:11 Mozjakin 43:57 48:38 Belov |

| Arbitri: | Daniel Piechaczek Aleksi Rantala |

|                                                             |           |                                        |
| K. Olimb 14:07 Røymark 23:03 M. Olimb 38:03 Martinsen 63:23 | Marcatori | 02:27 Walser 43:24 Moser 59:50 Du Bois |

| Arbitri: | Roman Gofman Brett Iverson |

|                                                             |           |                              |
| Rosén 27:03 Backlund 28:30 39:00 Nygren 37:06 Nyquist 49:35 | Marcatori | 15:05 Ehlers 59:54 J. Jensen |

| Arbitri: | Stefan Fonselius Tobias Wehrli |

|  |           |                                                 |
|  | Marcatori | 20:29 57:30 Panarin 27:34 Dadonov 47:02 Šipačëv |

| Arbitri: | Daniel Piechaczek Maksim Sidorenka |

|                            |           |                                               |
| Rosén 09:15 Lundberg 19:52 | Marcatori | 26:45 Pastrňák 33:38 Kovář 37:59 54:32 Birner |

| Arbitri: | Antonín Jeřábek Konstantin Olenin |

|                                           |           |                          |
| Weber 49:42 Niederreiter 57:58 Blum 64:08 | Marcatori | 07:08 Storm 18:54 Ehlers |

| Arbitri: | Timothy Mayer Linus Öhlund |

|                             |           |                                                                  |
| Dawes 07:00 Bochenski 35:47 | Marcatori | 03:24 Johannessen 33:04 K. Olimb 38:17 M. Olimb 57:37 Zuccarello |

| Arbitri: | Timothy Mayer Maksim Sidorenka |

|                                                                     |           |                                                    |
| Niederreiter 23:33 26:06 Hofmann 28:30 Andrighetto 45:56 Blum 58:31 | Marcatori | 33:24 37:23 Rēdlihs 38:36 Ķēniņš 46:22 A. Širokovs |

| Arbitri: | Antonín Jeřábek Konstantin Olenin |

|                                                                                    |           |                                          |
| Backlund 12:20 Klasen 15:11 Larsson 16:15 Nyquist 24:25 28:51 54:02 Wennberg 30:42 | Marcatori | 19:59 Boyd 46:49 Markelov 47:57 Savčenko |

| Arbitri: | Tobias Björk Marc Wiegand |

|                                                                                      |           |  |
| Červenka 05:11 Zohorna 09:33 Kousal 19:45 Kašpar 22:10 39:09 Šimek 28:37 Řepík 34:53 | Marcatori |  |

| Arbitri: | Martin Fraňo Linus Öhlund |

| |           |              |
| Marčenko 02:38 Čudinov 12:46 Zaicev 13:06 Mozjakin 30:43 33:42 Širokov 33:52 Dadonov 37:37 Kousal 19:45 Šipačëv 41:50 44:38 Panarin 55:31 | Marcatori | 29:56 Hansen |

| Arbitri: | Péter Gebei Timothy Mayer |

|                                   |           |             |
| Plekanec 06:55 42:51 Kousal 58:51 | Marcatori | 55:30 Dawes |

| Arbitri: | Linus Öhlund Marc Wiegand |

|                                  |                |                               |
| Nick. Jensen 11:57 Poulsen 28:28 | Marcatori      | 17:45 Džeriņš 21:57 Daugaviņš |
| Nick. Jensen                     | Shootout 1 – 0 |                               |

| Arbitri: | Péter Gebei Timothy Mayer |

|                             |           |                                          |
| Olsen 43:41 Martinsen 58:01 | Marcatori | 20:56 Nyquist 42:43 Lundberg 51:47 Rosén |

| Arbitri: | Antonín Jeřábek Aleksi Rantala |

|                                                                 |           |             |
| Telegin 05:13 48:50 Kuznecov 28:40 Širokov 55:20 Mozjakin 59:43 | Marcatori | 58:44 Moser |

| Arbitri: | Tobias Björk Martin Fraňo |

|              |           |                                 |
| Ivanov 04:37 | Marcatori | 35:14 Daugaviņš 54:49 Bičevskis |

| Arbitri: | Tobias Björk Aleksi Rantala |

|              |                |                |
| Madsen 43:10 | Marcatori      | 24:09 Plekanec |
| Ehlers       | Shootout 1 – 0 |                |

| Arbitri: | Stefan Fonselius Brett Iverson |

|                                     |                |                               |
| Andrighetto 18:21 Hollenstein 44:58 | Marcatori      | 31:12 Sundström 50:02 Nyquist |
|                                     | Shootout 0 – 1 | Burakovsky                    |

| Arbitri: | Tobias Björk Daniel Piechaczek |

|                                            |           |  |
| Telegin 22:09 Panarin 37:52 Ljubimov 42:31 | Marcatori |  |

| Arbitri: | Péter Gebei Jozef Kubuš |

|                                                              |           |             |
| Lauridsen 08:56 Hansen 16:46 Nick. Jensen 17:50 Ehlers 29:53 | Marcatori | 23:57 Dawes |

| Arbitri: | Tobias Björk Daniel Piechaczek |

|                                                                    |           |                                                                    |
| Birner 17:00 Kašpar 24:50 Zaťovič 41:45 Zohorna 49:59 Jordán 54:15 | Marcatori | 11:36 Hollenstein 45:38 Moser 55:42 Schneeberger 59:34 Andrighetto |

| Arbitri: | Péter Gebei Timothy Mayer |

|                |           |                                             |
| Indrašis 11:42 | Marcatori | 16:12 K. Olimb 20:40 Holøs 20:56 Johannesen |

| Arbitri: | Jozef Kubuš Aleksi Rantala |

|                                                         |           |              |
| Dadonov 14:43 Panarin 17:52 Dacjuk 21:34 Ljubimov 29:40 | Marcatori | 41:08 Ekholm |

| Pos. |            | PG | V | VOT | POT | P | GF | GS | DR  | Pt |
| 1.   | Rep. Ceca  | 7  | 5 | 1   | 1   | 0 | 27 | 12 | +15 | 18 |
| 2.   | Russia     | 7  | 6 | 0   | 0   | 1 | 32 | 10 | +22 | 18 |
| 3.   | Svezia     | 7  | 3 | 2   | 0   | 2 | 23 | 18 | +5  | 13 |
| 4.   | Danimarca  | 7  | 2 | 2   | 1   | 2 | 17 | 22 | -5  | 11 |
| 5.   | Norvegia   | 7  | 2 | 1   | 0   | 4 | 13 | 22 | -9  | 8  |
| 6.   | Svizzera   | 7  | 1 | 1   | 3   | 2 | 20 | 26 | -6  | 8  |
| 7.   | Lettonia   | 7  | 1 | 0   | 3   | 3 | 13 | 22 | -9  | 6  |
| 8.   | Kazakistan | 7  | 0 | 1   | 0   | 6 | 15 | 28 | -13 | 2  |

### Gruppo B
| Arbitri: | Tobias Björk Marc Wiegand |

|              |           |                                                                      |
| Maroon 04:54 | Marcatori | 05:25 Hall 08:48 Gallagher 31:37 Duchene 45:54 Jenner 51:16 Marchand |

| Arbitri: | Martin Fraňo Péter Gebei |

|                                                                    |           |                            |
| Laine 21:45 38:36 Koivu 32:28 Granlund 39:56 47:51 Pihlström 42:59 | Marcatori | 37:55 Stas' 51:01 Kaljužny |

| Arbitri: | Timothy Mayer Marc Wiegand |

|                                                      |           |              |
| Marcinko 07:07 Jurčo 17:43 Sekera 35:09 Lušňák 57:43 | Marcatori | 13:30 Banham |

| Arbitri: | Martin Fraňo Antonín Jeřábek |

|                            |                |                           |
| Raux 03:38 Claireaux 39:10 | Marcatori      | 20:26 Rieder 36:50 Schütz |
| Fleury                     | Shootout 1 – 0 |                           |

| Arbitri: | Linus Öhlund Konstantin Olenin |

|                                       |           |                                                                          |
| Platt 27:10 Stas' 38:12 Korabaŭ 49:28 | Marcatori | 09:58 Wood 13:38 Wideman 22:13 Larkin 34:25 Hanifin 34:25 54:40 Matthews |

| Arbitri: | Antonín Jeřábek Linus Öhlund |

|                |           |                                                                                                 |
| Bartalis 18:14 | Marcatori | 05:54 Scheifele 10:04 Perry 27:12 Stone 29:05 Marchand 31:36 Brassard 32:45 Matheson 44:35 Hall |

| Arbitri: | Timothy Mayer Konstantin Olenin |

|                                                            |           |             |
| Laine 06:22 59:57 Komarov 09:08 Aho 29:53 Koskiranta 37:50 | Marcatori | 38:42 Macek |

| Arbitri: | Tobias Björk Péter Gebei |

|              |           |                                                                 |
| Perret 01:09 | Marcatori | 03:55 Sekera 13:55 Graňák 34:52 Bakoš 35:40 Hudáček 57:55 Jaroš |

| Arbitri: | Péter Gebei Marc Wiegand |

|  |           | |
|  | Marcatori | 16:26 Brassard 21:03 Perry 23:58 41:26 O'Reilly 31:19 Duchene 31:39 Hall 49:17 Stone 53:52 Matheson |

| Arbitri: | Tobias Björk Martin Fraňo |

|                                           |           |                            |
| Koivu 09:16 Pihlström 12:04 Komarov 44:16 | Marcatori | 13:45 Vatrano 40:54 Murphy |

| Arbitri: | Brett Iverson Aleksi Rantala |

|                |           |                                                                |
| Cehlárik 08:42 | Marcatori | 24:23 Hager 28:57 Gogulla 34:48 Reimer 43:45 Macek 54:36 Kahun |

| Arbitri: | Roman Gofman Jozef Kubuš |

|                           |           |                                                                      |
| M. Vas 13:10 Sofron 47:58 | Marcatori | 09:14 Ritz 17:28 53:03 56:11 Treille 19:26 Fleury 38:03 Chakiachvili |

| Arbitri: | Roman Gofman Aleksi Rantala |

|                          |           |                                                          |
| Sekera 20:47 Jurčo 36:26 | Marcatori | 42:22 Hatavec 48:34 Haŭrus 54:42 Scjapanaŭ 57:16 Linglet |

| Arbitri: | Brett Iverson Daniel Piechaczek |

|                                        |           |  |
| Ohtamaa 36:22 Koivu 49:27 Barkov 56:34 | Marcatori |  |

| Arbitri: | Stefan Fonselius Daniel Piechaczek |

|                                                      |           |  |
| Wideman 34:23 Murphy 36:30 Compher 39:55 Skjei 41:19 | Marcatori |  |

| Arbitri: | Jozef Kubuš Tobias Wehrli |

|                                                      |           |                          |
| Hall 03:54 43:12 Perry 23:22 Jenner 46:50 Ceci 53:17 | Marcatori | 31:31 Reimer 37:36 Akdag |

| Arbitri: | Roman Gofman Konstantin Olenin |

|                                                                |           |              |
| Foligno 24:37 52:07 Hinostroza 24:55 Larkin 34:12 Murphy 55:20 | Marcatori | 57:59 Sofron |

| Arbitri: | Stefan Fonselius Brett Iverson |

|                                                                     |           |                             |
| Reimer 04:26 Draisaitl 05:44 Schütz 10:47 Macek 34:23 Gogulla 59:51 | Marcatori | 28:08 Scjapanaŭ 49:14 Stas' |

| Arbitri: | Roman Gofman Maksim Sidorenka |

|                 |           |                                        |
| Bellemare 52:31 | Marcatori | 25:00 Lindell 28:08 Barkov 30:40 Laine |

| Arbitri: | Jozef Kubuš Tobias Wehrli |

|                                                          |           |                          |
| G. Nagy 05:31 J. Vas 10:31 59:57 Sebők 30:32 Galló 33:49 | Marcatori | 12:33 Platt 26:43 Haŭrus |

| Arbitri: | Konstantin Olenin Daniel Piechaczek |

|                                                                      |           |  |
| Rielly 11:09 Duchene 18:30 Hall 33:56 Scheifele 38:35 Brassard 50:27 | Marcatori |  |

| Arbitri: | Maksim Sidorenka Tobias Wehrli |

|                                        |           |                             |
| Hager 02:19 Ehrhoff 13:06 Holzer 59:27 | Marcatori | 10:35 McCabe 20:26 Matthews |

| Arbitri: | Linus Öhlund Marc Wiegand |

|  |           |                                                                    |
|  | Marcatori | 31:07 Koivu 31:47 Pihlström 46:46 Barkov 59:45 Jokinen 59:57 Laine |

| Arbitri: | Antonín Jeřábek Linus Öhlund |

|                                                       |           |  |
| Stone 08:32 Duchene 35:26 Scheifele 43:51 Perry 54:45 | Marcatori |  |

| Arbitri: | Martin Fraňo Konstantin Olenin |

|                                              |           |                          |
| Hager 31:42 Reul 41:22 Braun 57:24 Goc 59:27 | Marcatori | 09:09 Sofron 45:14 Wehrs |

| Arbitri: | Antonín Jeřábek Maksim Sidorenka |

|                            |           |                                       |
| Nelson 27:15 Foligno 42:53 | Marcatori | 18:39 Jaroš 52:14 Skalický 60:59 Daňo |

| Arbitri: | Martin Fraňo Linus Öhlund |

|                               |           |  |
| Stas' 25:12 44:59 Platt 38:23 | Marcatori |  |

| Arbitri: | Roman Gofman Tobias Wehrli |

|  |           |                                                            |
|  | Marcatori | 26:10 Kivistö 36:03 Komarov 38:50 Pyörälä 42:32 Koskiranta |

| Pos. |             | PG | V | VOT | POT | P | GF | GS | DR  | Pt |
| 1.   | Finlandia   | 7  | 7 | 0   | 0   | 0 | 29 | 6  | +23 | 21 |
| 2.   | Canada      | 7  | 6 | 0   | 0   | 1 | 34 | 8  | +26 | 18 |
| 3.   | Germania    | 7  | 4 | 0   | 1   | 2 | 22 | 20 | +2  | 13 |
| 4.   | Stati Uniti | 7  | 3 | 0   | 1   | 3 | 22 | 18 | +4  | 10 |
| 5.   | Slovacchia  | 7  | 2 | 1   | 0   | 4 | 15 | 23 | -8  | 8  |
| 6.   | Bielorussia | 7  | 2 | 0   | 0   | 5 | 16 | 32 | -16 | 6  |
| 7.   | Francia     | 7  | 1 | 1   | 0   | 5 | 11 | 23 | -12 | 5  |
| 8.   | Ungheria    | 7  | 1 | 0   | 0   | 6 | 12 | 31 | -19 | 3  |

## Fase ad eliminazione diretta
|  | Quarti di finale | Quarti di finale | Quarti di finale |           |             | Semifinali  | Semifinali | Semifinali |             |                 | Finale          | Finale          | Finale |  |
|  |                  |                  |                  |           |             |             |            |            |             |                 |                 |                 |        |  |
|  | A1               | Rep. Ceca        | 1                |           |             |             |            |            |             |                 |                 |                 |        |  |
|  | A1               | Rep. Ceca        | 1                |           |             |             |            |            |             |                 |                 |                 |        |  |
|  | B4               | Stati Uniti      | 2                |           |             |             |            |            |             |                 |                 |                 |        |  |
|  | B4               | Stati Uniti      | 2                |           | Stati Uniti | Stati Uniti | 3          |            |             |                 |                 |                 |        |  |
|  |                  |                  |                  |           | Stati Uniti | Stati Uniti | 3          |            |             |                 |                 |                 |        |  |
|  |                  |                  | Canada           | Canada    | 4           |             |            |            |             |                 |                 |                 |        |  |
|  | B2               | Canada           | Canada           | Canada    | 4           | 6           |            |            |             |                 |                 |                 |        |  |
|  | B2               | Canada           |                  |           |             |             |            |            |             |                 |                 |                 |        |  |
|  | A3               | Svezia           | 0                |           |             |             |            |            |             |                 |                 |                 |        |  |
|  | A3               | Svezia           | 0                |           | Canada      | Canada      | 2          |            |             |                 |                 |                 |        |  |
|  |                  |                  |                  |           |             |             |            |            |             |                 |                 |                 |        |  |
|  |                  |                  | Finlandia        | Finlandia | 0           |             |            |            |             |                 |                 |                 |        |  |
|  | B1               | Finlandia        | Finlandia        | Finlandia | 0           | 5           |            |            |             |                 |                 |                 |        |  |
|  | B1               | Finlandia        |                  |           |             | 5           |            |            |             |                 |                 |                 |        |  |
|  | A4               | Danimarca        | 1                |           |             |             |            |            |             |                 |                 |                 |        |  |
|  | A4               | Danimarca        | 1                |           | Finlandia   | Finlandia   | 3          |            |             | Finale 3º posto | Finale 3º posto | Finale 3º posto |        |  |
|  |                  |                  |                  |           | Finlandia   | Finlandia   | 3          |            |             |                 |                 |                 |        |  |
|  |                  |                  | Russia           | Russia    | 1           |             |            |            |             |                 |                 |                 |        |  |
|  | A2               | Russia           | Russia           | Russia    | 1           | 4           |            |            | Stati Uniti | Stati Uniti     | 2               |                 |        |  |
|  | A2               | Russia           |                  |           |             |             |            |            | Stati Uniti | Stati Uniti     | 2               |                 |        |  |
|  | B3               | Germania         | 1                |           |             | Russia      | Russia     | 7          |             |                 |                 |                 |        |  |

### Quarti di finale
| Arbitri: | Linus Öhlund Tobias Wehrli |

|               |                |                |
| Zohorna 15:23 | Marcatori      | 21:27 Matthews |
|               | Shootout 0 – 1 | Matthews       |

| Arbitri: | Martin Fraňo Jozef Kubuš |

|                                                                 |           |             |
| Granlund 14:29 58:07 Koskiranta 21:45 Laine 38:57 Jokinen 57:46 | Marcatori | 32:42 Eller |

| Arbitri: | Tobias Björk Aleksi Rantala |

|                                                 |           |              |
| Šipačëv 20:40 34:14 Dadonov 21:17 Ovečkin 42:45 | Marcatori | 04:45 Reimer |

| Arbitri: | Roman Gofman Maksim Sidorenka |

|                                                                                  |           |  |
| Scheifele 18:39 Dumba 26:05 Marchand 32:02 Domi 32:13 Stone 51:05 Brassard 53:22 | Marcatori |  |

### Semifinali
| Arbitri: | Martin Fraňo Jozef Kubuš |

|                               |           |               |
| Aho 25:34 38:15 Jokinen 35:50 | Marcatori | 02:52 Širokov |

| Arbitri: | Roman Gofman Tobias Wehrli |

|                                                           |           |                                            |
| Gallagher 08:59 Marchand 18:02 Brassard 35:30 Ellis 35:50 | Marcatori | 21:14 Matthews 23:57 Warsofsky 28:25 Motte |

### Finale 3º/4º posto
| Arbitri: | Tobias Björk Martin Fraňo |

|                                                                                           |           |                     |
| Vojnov 06:23 Mozjakin 13:41 53:13 Telegin 29:36 Dadonov 32:49 Panarin 35:22 Šipačëv 59:53 | Marcatori | 34:29 43:42 Vatrano |

### Finale
| Arbitri: | Romas Gofman Tobias Wehrli |

|  |           |                             |
|  | Marcatori | 11:24 McDavid 59:59 Duchene |

## Classifica marcatori
| Giocatore       | PG | G | A  | Pt | +/- | MP |
| --------------- | -- | - | -- | -- | --- | -- |
| Vadim Šipačëv   | 10 | 6 | 12 | 18 | +10 | 8  |
| Artemij Panarin | 10 | 6 | 9  | 15 | +9  | 4  |
| Evgenij Dadonov | 10 | 6 | 7  | 13 | +10 | 6  |
| Patrik Laine    | 10 | 7 | 5  | 12 | +4  | 4  |
| Mikael Granlund | 10 | 4 | 8  | 12 | +6  | 2  |
| Derick Brassard | 10 | 5 | 6  | 11 | +9  | 4  |
| Pavel Dacjuk    | 10 | 1 | 10 | 11 | +6  | 0  |
| Matt Duchene    | 10 | 5 | 5  | 10 | +10 | 2  |
| Mikko Koivu     | 10 | 4 | 6  | 10 | +8  | 12 |
| Mark Stone      | 10 | 4 | 6  | 10 | +8  | 6  |

Fonte: IIHF.com Archiviato il 24 giugno 2016 in Internet Archive.

## Classifica portieri
| Giocatore         | Min    | TC  | GS | SO | MGS  | Sv%   |
| ----------------- | ------ | --- | -- | -- | ---- | ----- |
| Dominik Furch     | 255:00 | 100 | 4  | 2  | 0.94 | 96.00 |
| Mikko Koskinen    | 479:01 | 169 | 9  | 1  | 1.13 | 94.67 |
| Cam Talbot        | 480:00 | 167 | 10 | 4  | 1.25 | 94.01 |
| Sebastian Dahm    | 434:04 | 248 | 16 | 1  | 2.21 | 93.55 |
| Sergej Bobrovskij | 520:51 | 173 | 15 | 1  | 1.73 | 93.12 |

Fonte: IIHF.com Archiviato il 24 giugno 2016 in Internet Archive.

## Classifica finale
| Pos | Squadra     |
| --- | ----------- |
| 1   | Canada      |
| 2   | Finlandia   |
| 3   | Russia      |
| 4   | Stati Uniti |
| 5   | Rep. Ceca   |
| 6   | Svezia      |
| 7   | Germania    |
| 8   | Danimarca   |
| 9   | Slovacchia  |
| 10  | Norvegia    |
| 11  | Svizzera    |
| 12  | Bielorussia |
| 13  | Lettonia    |
| 14  | Francia     |
| 15  | Ungheria    |
| 16  | Kazakistan  |

| Campioni del mondo di hockey su ghiaccio 2016 |
| Canada 26º titolo                             |

Il piazzamento finale è stabilito dai seguenti criteri:
- Posizioni dal 1º al 4º posto: i risultati della finale e della finale per il 3º posto
- Posizioni dal 5º all'8º posto (squadre perdenti ai quarti di finale): il piazzamento nei gironi preliminari; in caso di ulteriore parità, la differenza reti nei gironi preliminari.
- Posizioni dal 9º al 14º posto (squadre non qualificate per la fase ad eliminazione diretta): il piazzamento nei gironi preliminari; in caso di ulteriore parità, la differenza reti nei gironi preliminari.
- Posizioni dal 15º al 16º posto: ultime due classificate nei gironi preliminari.

| Promosse nel Gruppo A:         | Slovenia | Italia     |
| Retrocesse in Prima Divisione: | Ungheria | Kazakistan |

### Riconoscimenti

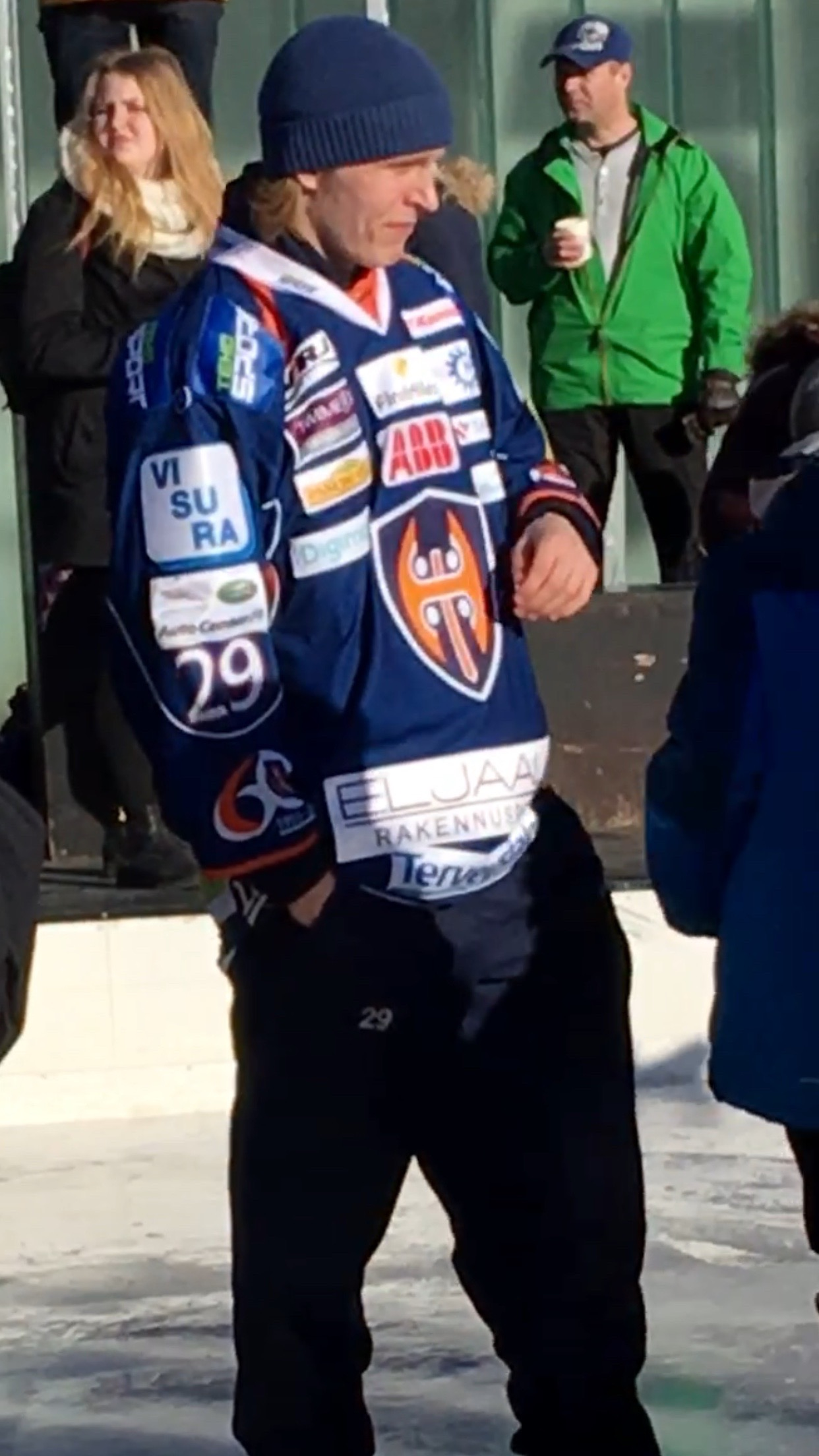
Il diciottenne Patrik Laine eletto miglior giocatore alla sua prima partecipazione.

Riconoscimenti individuali

| Premio                  | Giocatore      |
| ----------------------- | -------------- |
| Miglior giocatore (MVP) | Patrik Laine   |
| Miglior portiere        | Mikko Koskinen |
| Miglior difensore       | Mike Matheson  |
| Miglior attaccante      | Patrik Laine   |

All-Star Team

| Attacco:  | Patrik Laine - Vadim Šipačëv - Mikael Granlund |
| Difesa:   | Nikita Zaicev - Mike Matheson                  |
| Portiere: | Mikko Koskinen                                 |